# Nayaks Musunuris
Los Nayaks Musunuris fueron unos reyes guerreros del siglo XIV del sur de la India, que fueron brevemente importantes en la región de Telangana.
Los Nayaks Musunuris pertenecían al grupo social Kamma y la historia de la dinastía Musunuri puede ser trazada ya desde el siglo XIII a raíz de una inscripción en la población de Jammipalli.
Eran jefes guerreros del ejército Kakatiya, que retornaron a Andhra Pradesh en 1326 desde el sultanato de Delhi siguiendo la derrota Kakatiya. Prominentes entre los que regresaron eran Musunuri Prolaya Nayak y Musunuri Kapaya Nayak, también conocidos respectivamente como Prolaaneedu y Musunuri Kaapaaneedu.

## Oposición a los turcos

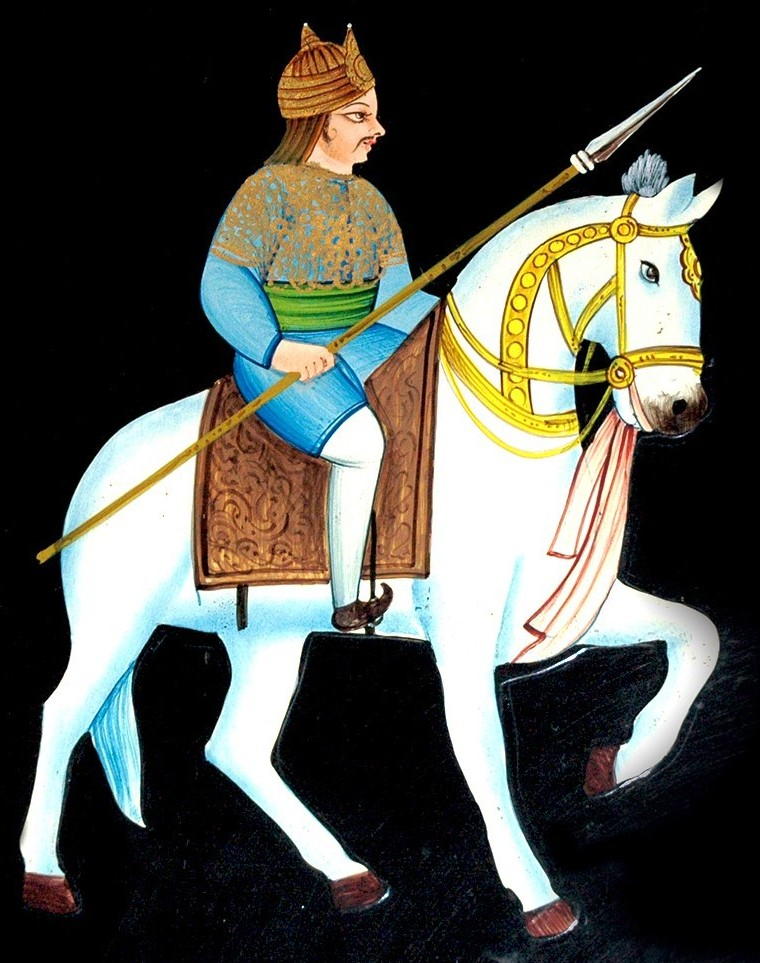
Musunuri Kapaya Nayak.

Tras la caída de los kakatiyas, su imperio fue anexionado por el sultanato de Delhi y su capital, Warangal, fue rebautizada «Sultanpur». Ulugh Khan fue el gobernador de la región por un periodo corto, hasta que fue llamado a Delhi para suceder a Muhammad bin Tughluq en 1324. Un anterior comandante kakatiya, Nagaya Ganna Vibhudu, rebautizado con el nombre de Malik Maqbul, fue nombrado como el gobernador de la región. Sin embargo, el control de la dinastía tughlaq  sobre el antiguo reino kakatiya era débil y varios jefes locales detentaron el poder efectivo.
En 1330, Musunuri Prolaya Nayak publicó la inscripción en cobre de Vilasa una donación cerca de Pithapuram, en la que lamentaba la devastación del país Telugu que habían hecho los turcos e intentaba legitimarse él mismo como el legal restaurador del orden.;; Su sucesor, Kapaya Nayak (rey 1333-68), dirigió una rebelión contra los tughlaq, expulsándolos fuera de Warangal en 1336. Según la inscripción de Kaluvacheru que corresponde a una donación de una mujer del clan Panta Reddy en 1423, Kapaya Nayak fue asistido por 75 subordinados Nayaks, incluyendo Vema Reddy, el fundador de la dinastía Reddy.
Kapaya Nayak gobernó en Telangana hasta 1368. A su muerte, los nayaks subordinados se dispersaron hacia sus propias ciudades. [6] A pesar de su oposición a los turcos, Kapaya Nayak continuó utilizando el Kush Mahal construido por los turcos en Warangal y adoptó el título persianizado de Sultán del país Andhra. En 1361 regaló al sultán bahmaní Muhammad Shah I el Trono Turquesa como parte de un tratado de entendimiento.

## Reinado
Se sabe poco de Prolaya Nayak o de hecho cualquiera de los miembros de la familia Musunuri; son a menudo descritos como «oscuros». Igual de incierto es su ascenso como los métodos con los que consiguió a una cantidad limitada de éxitos. Los Musunuri vieron a los rebeldes derrotar al sultanato de Delhi en varias batallas y romper la cohesión en la región. los nobles fueron capaces de afirmar el control del área de Godavari, sobre la que Prolaya Nayak devino en gobernante en 1325 hasta su muerte en 1333. No tuvo ningún hijo y fue sucedido por un primo, Kapaya Nayak, que gobernó hasta 1368, intentado expandir más su dominio. Tomó el control de Warangal de manos de Malik Maqbul en 1336 y por ende, también de una amplia franja de Telanaga oriental que fue gobernada desde Warangal. También intentó apoyar a otros rebeldes en las áreas circundantes, aunque en el caso de la ayuda proporcionada a Ala-ud-Din Bahman Shah, el resultado fue que su rebelde amigo se tornó contra él. Varios compromisos militares con Bahaman Shah se sucedieron en un periodo de unos años, durante los que Kapaya Nayaka tuvo que ceder varios fuertes y territorios. Su posición, debilitada, fue explotada por los Reddy y los Nayaks Velames; estos últimos le causaron la muerte en una batalla en Bhimavaram poniendo fin al dominio de la familia Musunuri.